# Erin Nayler
Erin Nicole Nayler (sinh ngày 17 tháng 4 năm 1992) là một cầu thủ bóng đá người New Zealand thi đấu ở vị trí thủ môn cho IFK Norrköping tại Damallsvenskan. Cô đã đại diện cho New Zealand ở cấp độ quốc tế.